# Шоушенк (в'язниця)
Державна в'язниця Шоушенк (англ. Shawshank State Prison) — вигадана американська в'язниця в Новій Англії, штат Мен, яка є основним місцем дії в повісті Стівена Кінга «Ріта Гейворт і втеча з Шоушенка» (видана 1982 року) та її популярній екранізації «Втеча з Шоушенка» 1994 року. В'язниця також згадується в кількох інших творах Стівена Кінга.

## Опис
В'язниця Шоушенк вперше з'явилася в повісті Стівена Кінга «Ріта Гейворт і втеча з Шоушенка». Повість спочатку була опублікована в збірці 1982 року «Чотири сезони» разом з трьома іншими творами, у двох із яких також згадували про цю в'язницю. Фільм «Втеча з Шоушенка», заснований на повісті, вийшов на екрани в 1994 році. Справжня будівля, яка використовувалася для зйомок, — це Менсфілдська в'язниця (англ. Ohio State Reformatory) в місті Менсфілд (Огайо), штат Огайо.
Державна в'язниця Шоушенк також з'являється в кількох епізодах серіалу «Касл-Рок» (2018). Для зйомок використовувалася в'язниця в місті Маундсвілл, Західна Вірджинія.

## Твори, які посилаються на в'язницю Шоушенк
| Рік видання | Назва                     | Оригінальна назва    | Примітки |
| ----------- | ------------------------- | -------------------- | --- |
| 1982        | Здібний учень             | Apt Pupil            | Повість спочатку була опублікована в збірці «Чотири сезони» разом із «Ріта Гейворт і втеча з Шоушенка» |
| 1982        | Тіло                      | The Body             | Повість спочатку була опублікована в збірці «Чотири сезони» разом із «Ріта Гейворт і втеча з Шоушенка» |
| 1985        | Нона                      | Nona                 | Оповідання опубліковане в збірці «Команда скелетів» |
| 1985        | Пастка                    | The Trap             | Роман опублікувала Табіта Кінг, дружина Стівена Кінга |
| 1986        | Воно                      | It                   | Згадується, що батько одного зі зниклих дітей був ув'язнений у Шоушенку |
| 1990        | Сонячний собака           | The Sun Dog          | Оповідання опубліковане в збірці «Четверта після опівночі» |
| 1991        | Необхідні речі            | Needful things       | |
| 1992        | Долорес Клейборн          | Dolores Claiborne    | |
| 1993        | П'ята чверть              | The Fifth Quarter    | Спочатку оповідання опубліковане у квітневому номері журналу Cavalier 1972 року, пізніше перероблене та опубліковане у збірці «Кошмари та сновидіння» 1993 року. Саме в цій публікації головний герой згадує, що служив у Шоушенку |
| 1998        | Мішок з кістками          | Bag of Bones         | |
| 2007        | Блейз                     | Blaze                | |
| 2009        | Під куполом               | Under the Dome       | |
| 2010        | Хороший шлюб              | A Good Marriage      | Повість опублікована у збірці «Повна темрява. Без зірок» |
| 2011        | 11/22/63                  | 11/22/63             | |
| 2020        | Телефон містера Герріґена | Mr. Harrigan's Phone | Повість опублікована у збірці «Якщо кров тече» |
| 2021        | Згодом                    | Later                | |

## В інших творах
Окрім появи в телесеріалі «Касл-Рок», в'язниця Шоушенк також згадується у двох епізодах серіалу «Гейвен» і в одному епізоді серіалу «Вона написала вбивство». Згадки про в'язницю також можна знайти у творах сина Стівена Кінга, Джо Гілла, зокрема в романі «Різдвокрай» і коміксі 2019 року «Basket Full of Heads».
Назва «Шоушенк» часто використовується в популярній культурі як загальний іменник для вказівки на успішну втечу з в'язниці. Приклад цього можна знайти у дванадцятому епізоді першого сезону телесеріалу «Флеш». У серіалі беруть участь актори «Втечі з Шоушенка», зокрема Кленсі Браун і Вільям Седлер.
Фільм також згадується у фільмі «Ейс Вентура 2: Поклик природи», коли Ейс (Джим Керрі) намагається обдурити двох дикунів, і щоб вони стали на коліна, коли почують священне слово «Шікака», він промовляє Shishkebab, Shawshank Redemption, Chicago — які схожі за звучанням.

## Інше
Ім'я Шоушенк мав білий дуб у Менсфілді, показаний у фіналі фільму 1994 року, та який відіграв центральну роль у сюжеті фільму й був одним із найпопулярніших туристичних місць, пов'язаних із «Втечею з Шоушенка». Дуб був одним із найбільш знакових дерев в історії кіно. Його повалив сильний вітер у липні 2016 року, після того, як в дуб влучила блискавка 2011 року та розколола його.